# Ramón Fonst
Ramón Fonst Segundo (Havanna, 1883. augusztus 31. – Havanna, 1959. szeptember 10.) olimpiai bajnok kubai tőr- és párbajtőrvívó, sportvezető. 1941–1946 között a Kubai Olimpiai Bizottság elnöke.